# Enigma Lake
Enigma Lake è una pista di atterraggio su ghiaccio gestita dall'ENEA nell'ambito del Programma Nazionale di Ricerche in Antartide italiano.
La pista è di pertinenza della Stazione Mario Zucchelli, da cui dista circa 4 Km, ed è operativa dal 2005. Viene utilizzata come base per gli aerei bimotori Twin Otter adibiti al trasporto di personale e materiale leggero tra la stazione Zuccheli e la stazione Concordia.
Nelle adiacenze della pista è presente una stazione meteorologica (AWS Rita).